# データム・ポリスター
株式会社データム・ポリスター (英: Datam Polystar Co.,LTD.)は、かつて存在したゲームソフト・音楽ソフトを販売する会社。DATAMとは、DATA MUSICの略である。
レコード会社・ポリスターのゲームミュージック部門が1990年5月に分社独立化する形で創業。独立後はコンシューマーゲーム市場にも参入し、1990年代後半からは「ルームメイト」シリーズで名を馳せた。2009年にリリースされた「竹本泉♥うたこれ」を最後に営業活動を休止し、休眠会社となっていたが、2019年2月7日付で登記簿閉鎖により清算結了（法人格消滅）及び解散した。

## 主なゲームソフト
（斜字表記は、移植元のブランド・原題）
- 1992年
  - 「豪槍神雷伝説「武者」」（MUSYA）
  - 「カコマ☆ナイト」（CACOMA KNIGHT）
- 1993年
  - 「負けるな!魔剣道」
- 1994年
  - 「コットン100％」(サクセス「コットン」)
- 1995年
  - 「四柱推命 ピタグラフ」
  - 「負けるな!魔剣道 2」
- 1996年
  - 「幼稚園戦記まだら」
  - 「るぷぷキューブ ルプ★さらだ」 PlayStation
- 1997年
  - 「ROOMMATE〜井上涼子〜」 セガサターン
  - 「ドラゴンマスターシルク」 セガサターン
  - 「ROOMMATE〜涼子 in Summer Vacation」 セガサターン
- 1998年
  - 「ROOMMATE3〜涼子 風の輝く朝に〜」 セガサターン
  - 「すごべんちゃー〜ドラゴンマスターシルク外伝〜」 セガサターン
- 1999年
  - 「ルームメイトW 〜ふたり〜」 セガサターン
  - 「ぽけかの」[1]
    - ぽけかの〜植野史緒〜 （1999年）PlayStation
    - ぽけかの〜宝条院静香〜 （1999年）PlayStation
    - ぽけかの〜愛田由美〜 （1999年）PlayStation
- 2000年
  - 「ルームメイトノベル 〜佐藤由香〜」 Dreamcast
  - ぽけかの〜由美／静香／史緒〜 （2000年） Dreamcast
  - ROOMMATE〜井上涼子 COMPLETE BOX〜(限定生産) セガサターン
  - HAPPY★LESSON 〜ファーストレッスン〜(ファンディスク・限定生産) Dreamcast
- 2001年
  - 「HAPPY★LESSON」 Dreamcast
  - 「エバーグリーン・アベニュー」 PlayStation 2
  - 「井上涼子〜ラストシーン〜」 Dreamcast
- 2002年
  - 「ルームメイト・麻美 -おくさまは女子高生-」 PlayStation 2
  - 「メモリアルソング」 PlayStation 2
- 2003年
  - 「ガーディアンエンジェル」
  - 「プライベートナース -まりあ-」 (AngelSmile「プライベートナース」)
- 2004年
  - 「ふらせら」
  - 「Double Reaction! PLUS」 (DAISY CHAIN「Double Reaction!」)
- 2005年
  - 「ぴゅあぴゅあ　耳としっぽのものがたり」　(KLEIN「ぴゅあぴゅあ」)
  - 「North Wind 〜永遠の約束〜」 (DreamSoft「North Wind」)
- 2006年
  - 「シューティング ラブ。 〜TRIZEAL〜」 (トライアングル・サービス「TRIZEAL」)
  - 「そしてこの宇宙にきらめく君の詩」
- 2007年
  - 「そしてこの宇宙にきらめく君の詩 XXX」

## 音楽
- 1995年
  - 「ミュージカル天外魔境夢まつり」
    - 同年夏に行われたハドソン全国キャラバン「劇場空間天外ごっこ 誰がハドソン夢まつり'95」で使用された楽曲を収録。
- 1996年
  - 「天外魔境ZERO デジタルリミックス」
    - ハドソン（現：コナミデジタルエンタテインメント）が開発・発売したスーパーファミコン用RPG『天外魔境ZERO』のサウンドトラック。
- 2008年
  - 「音盤 ルプ☆さらだ」
- 2009年
  - 「竹本泉♥うたこれ」